# بخش پانچتار
بخش پانچتار (به لاتین: Panchthar District) یک بخش در نپال است که در استان شماره ۱ واقع شده‌است. بخش پانچتار ۱٬۲۴۱ کیلومتر مربع مساحت و ۱۹۱٬۸۱۷ نفر جمعیت دارد.